# Stazione di Haruta
La stazione di Haruta (春田駅?, Haruta-eki) è una stazione ferroviaria di Nagoya situata nel quartiere di Nakagawa-ku. La stazione è servita dal servizio metropolitano della linea Kansai della JR Central, ed è l'ultima stazione di questa linea all'interno del comune di Nagoya.

## Linee

### Servizi ferroviari
JR Central
■ Linea Kansai

## Struttura
La stazione è costituita da due marciapiedi laterali con due binari passanti su viadotto. Fa parte delle stazioni ferroviarie dell'area urbana di Nagoya.
| 1 | ■ Linea Kansai | per Yokkaichi e Matsusaka |
| 2 | ■ Linea Kansai | per Nagoya                |

## Stazioni adiacenti
| ≪                     | Servizio              | ≫                     |
| Linea principale Chūō | Linea principale Chūō | Linea principale Chūō |
| --------------------- | --------------------- | --------------------- |
| Hatta                 | Locale                | Kanie                 |
| Transito              | Rapido sezionale      | Transito              |
| Transito              | Rapido                | Transito              |
| Transito              | Rapido "Mie"          | Transito              |